# Argaios Ier
Argaios Ier (en grec ancien : Ἀργαῖος / Argaîos) est un roi de Macédoine de la dynastie des Argéades qui règne de v.  678 à 640 av. J.-C.

## Biographie
Il est le fils du roi Perdiccas Ier et de son épouse Cléopâtre, par sa mère, il est l'arrière petit-fils du roi Midas et de son épouse Hermodiké. Il est mentionné par Polyen, Hérodote et Justin et il est selon Plutarque le roi éponyme de la dynastie des Argéades. Une anecdote rapportée par Polyen le montre parvenant à contrer par la ruse, un raid mené par les Taulantiens en Macédoine. Son fils Philippe Ier lui succède.